# Ісса Аль-Адаві
Ісса Аль-Адаві (20 березня 1999) — оманський плавець.
Учасник Олімпійських Ігор 2020 року, де в попередніх запливах на дистанції 100 метрів вільним стилем посів 53-тє місце і не потрапив до півфіналів.